# Squash ai XIV Giochi dei piccoli stati d'Europa
Le gare di squash ai XIV Giochi dei piccoli stati d'Europa si sono svolte dal 31 maggio al 4 giugno 2011.

## Medagliere
| #      | Nazione       | Oro | Argento | Bronzo | Totale |
| ------ | ------------- | --- | ------- | ------ | ------ |
| 1      | Malta         | 4   | 0       | 1      | 5      |
| 2      | Lussemburgo   | 0   | 3       | 1      | 4      |
| 3      | Cipro         | 0   | 1       | 1      | 2      |
| 4      | Liechtenstein | 0   | 0       | 2      | 2      |
| 5      | Monaco        | 0   | 0       | 1      | 1      |
| Totale | Totale        | 4   | 4       | 6      | 14     |

## Risultati

### Uomini
| Evento    | Oro                                                                             | Argento                                                                               | Bronzo                                                                                     |
| Singolare | Bradley Hindle                                                                  | Sanjay Raval                                                                          | Christian Billard                                                                          |
| Singolare | Bradley Hindle                                                                  | Sanjay Raval                                                                          | Marcel Rothmund                                                                            |
| Team      | Malta Carl Camilleri Mark Lupi Daniel Zammit Lewis Joseph Desira Bradley Hindle | Lussemburgo Keith Darlington Marcel Kramer Stéphane Ayache Daniel Kaiser Sanjay Raval | Liechtenstein Markus Sulser Finlay Sky Davey Peter Maier Linus Schnarwiler Marcel Rothmund |

### Donne
| Evento    | Oro                                                         | Argento                                                     | Bronzo                                                 |
| Singolare | Dianne Desira                                               | Sandra Denis                                                | Vaso Karasava Hambides                                 |
| Singolare | Dianne Desira                                               | Sandra Denis                                                | Anabelle Olivieri Munroe                               |
| Team      | Malta Johanna Rizzo Annabelle Olivieri Munroe Dianne Desira | Cipro Femke Ellens Christina Vrahimi Vaso Karasava Hambides | Lussemburgo Claudia Mich Francoise Donven Sandra Denis |